# Joey Barton
Joseph Anthony "Joey" Barton, född den 2 september 1982 i Huyton, är en engelsk fotbollstränare och före detta -spelare. Han var senast tränare för Bristol Rovers.

## Spelarkarriär
Barton inledde sin karriär i Everton men blev som 14-åring släppt av klubben. Efter provspel med flera klubbar blev det till slut Manchester City där han 2003 gjorde A-lagsdebut och imponerade stort redan första säsongen. Den 7 februari 2007 spelade Barton sin hittills enda landskamp när han i den 79:e minuten bytte av Frank Lampard i Englands 0–1-förlust mot Spanien.
Sommaren 2007 köpte dåvarande Newcastle United-tränaren Sam Allardyce över Barton för 5,8 miljoner pund, där han säsongen 2007/08 hann göra 23 ligamatcher. Den inledande delen av hösten 2008 missade Barton först på grund av fängelsestraffet han satt av för att ha misshandlat en tonåring i Liverpool och sedan som en följd av den sex matchers avstängning FA gav honom för att i Manchester City ha misshandlat sin dåvarande lagkamrat Ousmane Dabo under en träning.
Efter en ful tackling på Xabi Alonso under en bortamatch mot Liverpool på Anfield Road den 3 maj 2009 straffades Barton av sin klubb Newcastle United på begäran av tränaren Alan Shearer med böter på 1,4 miljoner kronor. Shearer sa i ett uttalande i brittiska tidningen The Sun: "Joey Barton svek mig, han svek sig själv och han svek klubben."
Den 26 augusti 2011 skrev Barton på ett fyraårskontrakt med den nyblivna Premier League-klubben Queens Park Rangers. Säsongen 2011/12 drog Barton på sig en utvisning och en tolv-matchers avstängning i säsongens sista match. Efter att ha blivit utvisad för att ha armbågat Carlos Tevez gick han upp bakom Citys Sergio Agüero och sparkade till honom.
Den följande säsongen, 2012/13, var Barton utlånad till franska Olympique Marseille och tog med sig avstängningen dit. Efter säsongen i Frankrike återvände han till QPR och spelade två säsonger till där.
Säsongen 2015/16 spelade Barton för Burnley och den följande säsongen inledde han för skotska Rangers, där han dock fick sparken i november 2016. Han återvände då till Burnley för resten av säsongen.

## Tränarkarriär
Inför 2018/19 års säsong utsågs Barton till tränare för Fleetwood Town i League One.